# Каризе
Каризе (фр. Carisey) насеље је и општина у источном делу централне Француске у региону Бургоња, у департману Јон која припада префектури Авалон.
По подацима из 2011. године у општини је живело 372 становника, а густина насељености је износила 32,95 становника/km². Општина се простире на површини од 11,29 km². Налази се на средњој надморској висини од 110 метара (максималној 193 m, а минималној 121 m).

## Демографија
| 1962. | 1968. | 1975. | 1982. | 1990. | 1999. | 2011. |
| ----- | ----- | ----- | ----- | ----- | ----- | ----- |
| 254   | 271   | 273   | 227   | 243   | 317   | 372   |

График промене броја становника у току последњих година